# Folsom State Prison

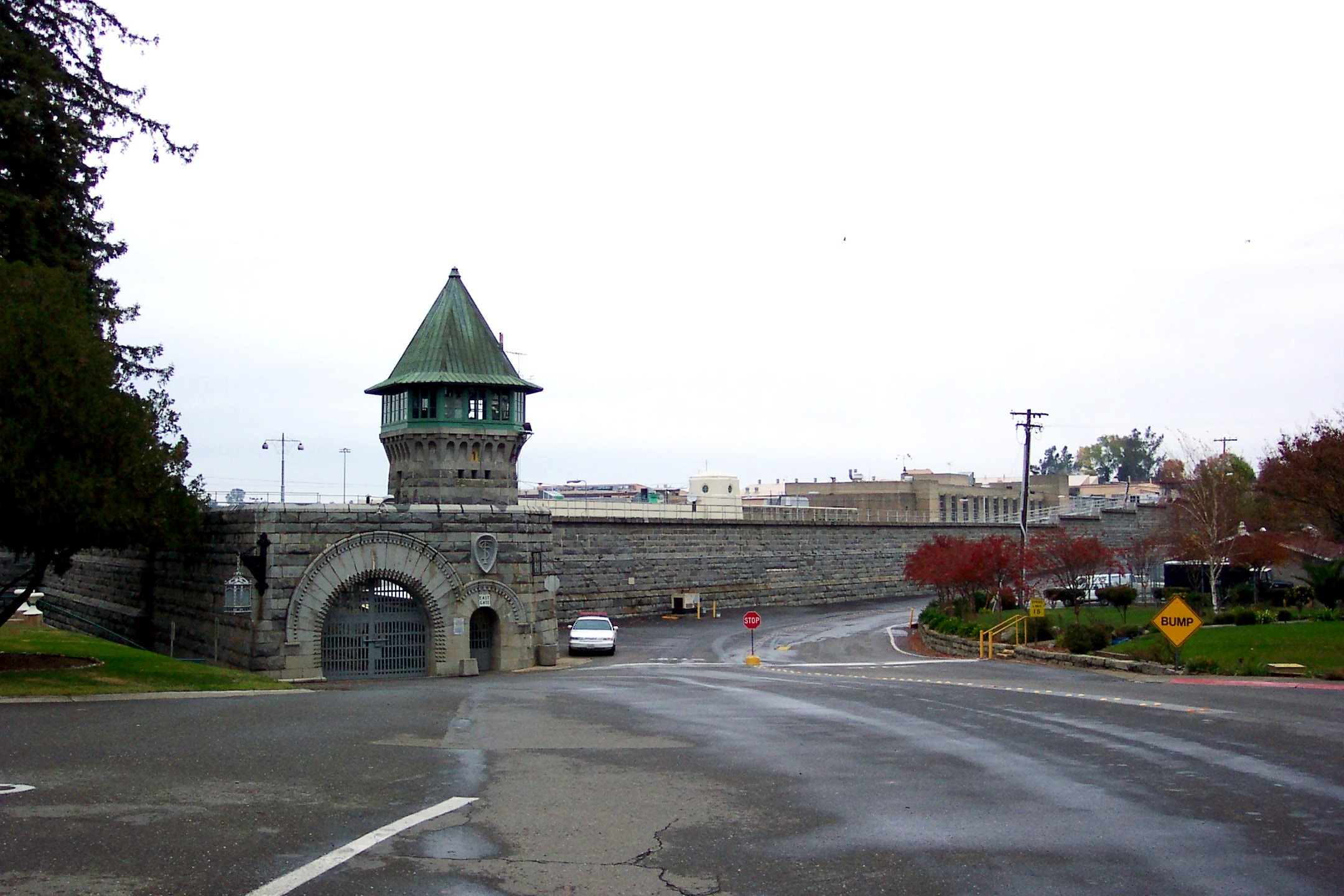
Folsom State Prison (2007)

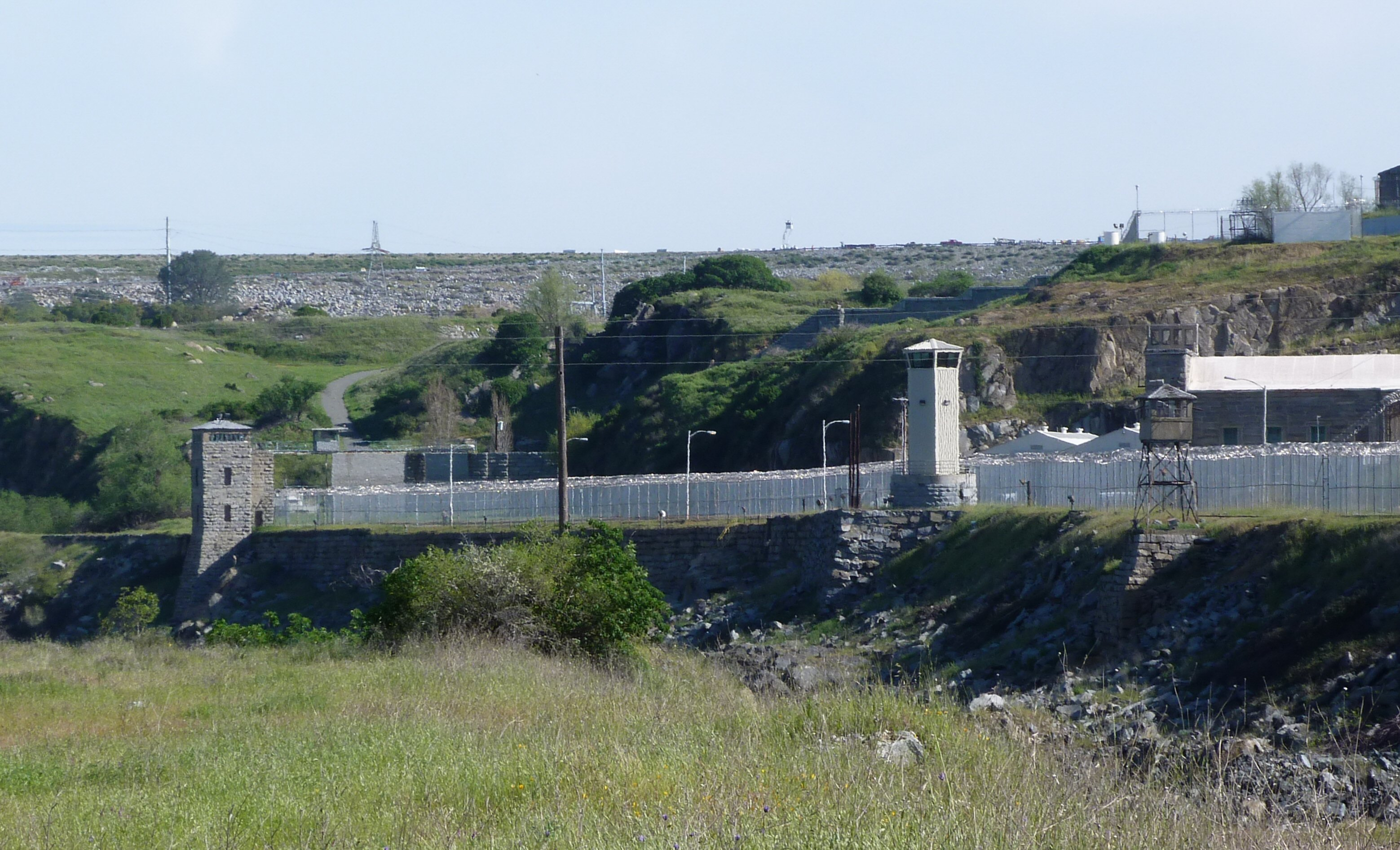
Panorama der Nordwand

Das Folsom State Prison ist ein bundesstaatliches Gefängnis in Folsom im US-Bundesstaat Kalifornien. Es liegt etwa 30 km von der kalifornischen Hauptstadt Sacramento entfernt.
Es ist eines von 33 Gefängnissen, die vom California Department of Corrections and Rehabilitation (CDCR) betrieben werden. 2006 war das Gefängnis mit rund 4000 Strafgefangenen belegt. Beschäftigt sind etwa 1000 Angestellte, davon ungefähr 600 Vollzugsbeamte.

## Geschichte

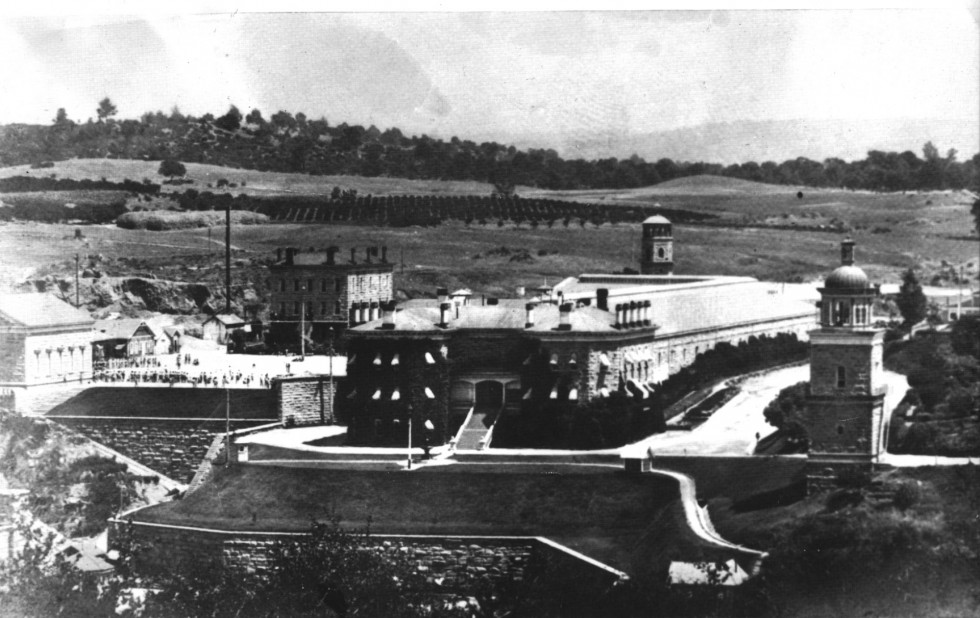
Historische Aufnahme von 1893

1858 erteilte die kalifornische Regierung die Genehmigung zum Bau des Gefängnisses. 1878 wurde mit der Konstruktion des Gebäudes am American River begonnen, die Eröffnung erfolgte am 26. Juli 1880 mit 44 Gefangenen, die vom Nachbargefängnis San Quentin überstellt worden waren.
Das Folsom State Prison ist nach San Quentin das älteste Gefängnis Kaliforniens und war in der Zeit nach dem Goldrausch berüchtigt für die harte Behandlung der Gefangenen. Es war eines der ersten Hochsicherheitsgefängnisse der USA; zwischen dem 13. Dezember 1895 und dem 3. Dezember 1937 wurden hier 93 Strafgefangene gehängt, danach wurden die Hinrichtungen in der Gaskammer von San Quentin vorgenommen. Heute befinden sich in Folsom überwiegend Gefangene der mittleren Sicherheitsstufe.
Am 27. Juli 1903 brachen 13 Häftlinge mit Waffengewalt aus und töteten dabei einen Aufseher. Während der anschließenden Flucht starben zwei Häftlinge und zwei Angehörige der Staatsmiliz bei Schusswechseln. Die anderen elf Entflohenen wurden bis Ende nächsten Monats wieder verhaftet. Zwei wurden wegen Mordes verurteilt und hingerichtet, ein weiterer beging Suizid.
Am 24. November 1927 kam es zu einem zweitägigen Gefängnisaufstand, bei dem zwei Aufseher und drei Häftlinge ums Leben kamen und der erst nach dem Einsatz der Miliz beendet werden konnte. Fünf der Rädelsführer wurden wegen Mordes verurteilt und 1930 hingerichtet.
Am 19. September 1937 kam es zu einem Ausbruchsversuch von sieben Häftlingen. Dabei wurden zwei Aufseher und zwei der Häftlinge getötet. Die anderen fünf Häftlinge wurden zum Tode verurteilt und bis 1938 hingerichtet.
Die Autokennzeichen des Staates Kalifornien werden seit den 1930er Jahren im Folsom State Prison gefertigt; die Anlage beherbergt außerdem eine Metallfabrik, eine Druckerei und ein Museum.

## Bekannte Gefangene

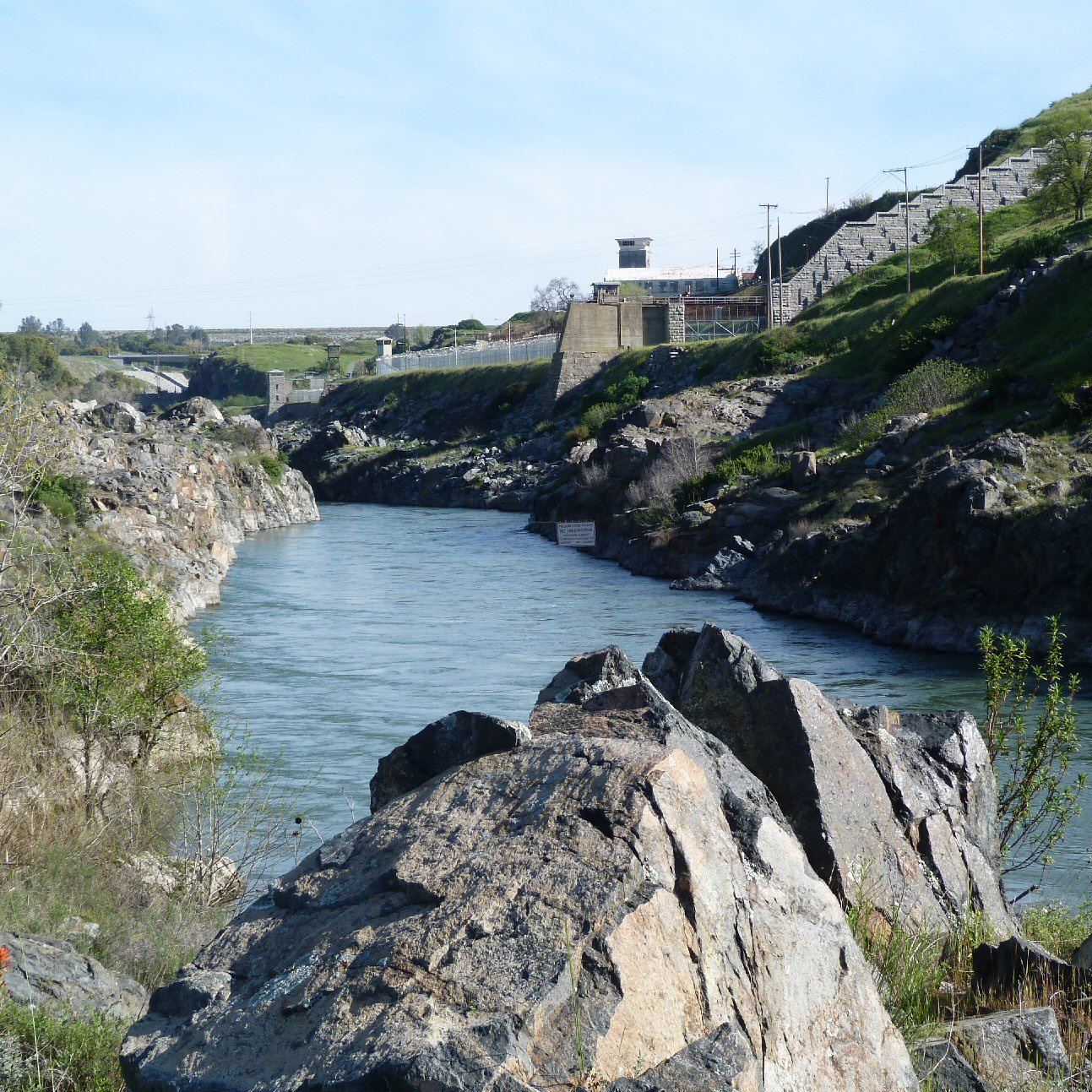
Blick auf das Folsom State Prison vom American River

Bekannte Gefangene des Folsom State Prison waren:
- Sonny Barger (Hells Angels)
- Edward Bunker, Schriftsteller und Schauspieler
- Eldridge Cleaver, Mitbegründer der Black Panther Party
- Thor Nis Christiansen, Serienmörder
- Bobby Davis (1942–2009); tötete bei der Newhall-Schießerei 1970 vier Polizisten und war an einem Ausbruchsversuch 1977 beteiligt.
- Christopher Evans (1847–1917); Eisenbahnräuber und dreifacher Polizistenmörder[1]
- Glen Godwin (* 1958); Mörder, entkam 1987 durch Fluchthilfe und ermordete in mexikanischer Auslieferungshaft einen Mithäftling. Nach seiner erneuten Flucht 1991 stand er von 1996 bis zum 19. Mai 2016[2] auf der Liste der FBI Ten Most Wanted Fugitives.
- Cameron Hooker, Entführer und Sexualstraftäter, verurteilt für die Entführung von Colleen Stan
- Rick James, Musiker, der in den 1990er Jahren drei Jahre wegen Freiheitsberaubung mit sexueller Belästigung in Folsom verbrachte.[3][1]
- Edmund Kemper, nekrophiler Serienmörder, der sogenannte „Co-Ed-Killer“ unterstützte später die Polizei bei der Erstellung von Täterprofilen
- Suge Knight, Hip-Hop-Produzent, wurde 2018 zu einer langjährigen Haftstrafe verurteilt, nachdem er zwei Männer im Streit mit einem Truck überfahren hatte, wobei einer der beiden getötet wurde.[1]
- Timothy Leary, Psychologe und Schriftsteller[4]
- Charles Manson, zehnfacher Mörder, ab 1972 in Folsom[1]
- Erik Menendez, tötete gemeinsam mit seinem Bruder Lyle beide Elternteile[1]
- Glen Sherley (1936–1978), Country-Sänger, Autor des Songs Greystone Chapel, von Johnny Cash gefördert.[3]
- Danny Trejo, wurde nach seiner Haftzeit (wegen diverser Raub- und Drogendelikte) Schauspieler[1][3]

## Rezeption

Der markante Eingangsbereich des Folsom State Prison

### Musik
Die Haftanstalt wurde durch Country-Sänger Johnny Cash bekannt, der im Dezember 1955 den Song Folsom Prison Blues veröffentlichte. Er gab hier am 13. Januar 1968 ein Livekonzert vor den Gefangenen, dessen Mitschnitt als Album mit dem Titel At Folsom Prison Platz 1 der Country-Album-Charts belegte. Die Band The Offspring besingt in ihrem Song Walla, Walla ebenfalls das Gefängnis.

### Film
Das Folsom State Prison war Drehort für eine Reihe von Filmen wie Das Gesetz der Gewalt (1992), Terror in Block 11 (1955) und Meuterei im Morgengrauen (1951), den Johnny Cash während seiner Armeezeit in Deutschland sah und der ihn zum Folsom Prison Blues inspirierte.

### Spiel
Im Echtzeit-Strategiespiel StarCraft II: Wings of Liberty wird auf das Folsom State Prison angespielt, indem eine Mission auf dem Gefängnisplanet „New Folsom“ spielt.